# Eliminalia
 (juin 2023).
Eliminalia est une entreprise espagnole spécialisée dans la gestion de la réputation en ligne, fondée en 2011 par Diego Sánchez, connu sous le nom de Dídac Sánchez, dont les bureaux techniques se trouvent à Kiev, en Ukraine et propriété de Maidan Holdings. 
En 2020, Eliminalia reçoit plusieurs prix  : Technology Innovator Awards 2020 par AI Global Media et Cyber Security Company of the Year par Corporate LiveWire.
En 2021, Qurium (es), une fondation suédoise de medias dédiée à la défense des droits numériques, accuse Eliminalia de créer un réseau de faux sites web avec des articles antidatés, puis  avec des demandes de désindexation en utilisant le droit américain sur le droit d'auteur  Digital Millennium Copyright Act (DMCA)  et des plaintes se référant au règlement général à la protection des données, afin retirer des articles faisant référence à la corruption en Angola de différentes personnes.

## Fuite de documents internes
En 2023, après une fuite d'environ 50 000 documents internes que l'association française à but non lucratif Forbidden Stories a pu analyser avec d'autres journalistes, l'entreprise est accusée de supprimer des articles négatifs  sur des personnes notamment des personnalités politiques corrompus, des barons de la drogue, des escrocs, des trafiquants d'armes et au contraire à promouvoir et mettre en  avant des contenus qui leur sont favorables
Eliminalia se chargeait de noyer les mauvais articles dans les moteurs de recherche sous de faux articles complaisants de médias factices comme CNN News Today, London Uncensored, Mayday Washington ou Taiwan Times.
En Suisse, l'entreprise dispose de 3 succursales et au moins 43 clients ont utilisés ses services